# Doce de mamão

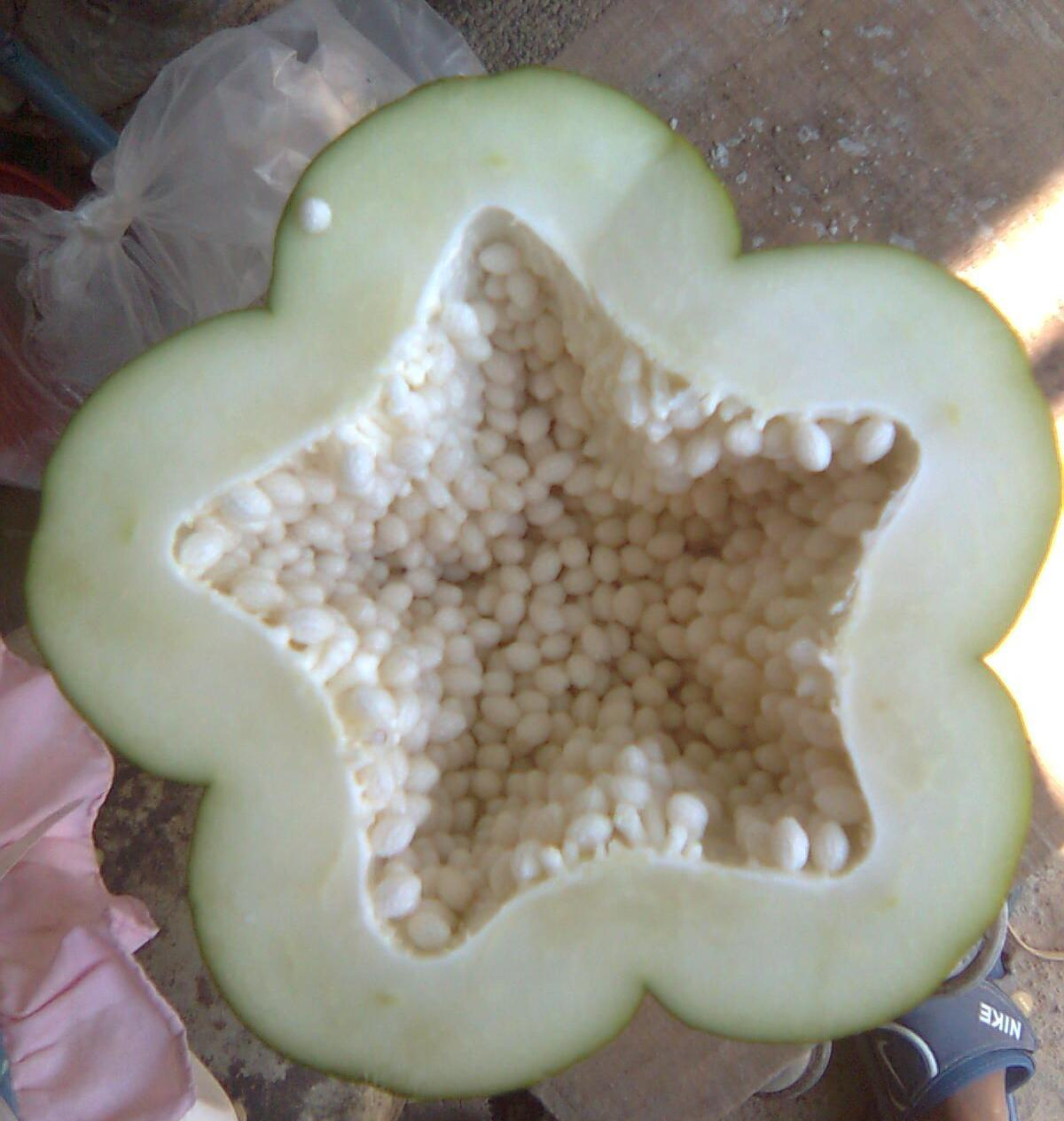
Mamão verde cortado

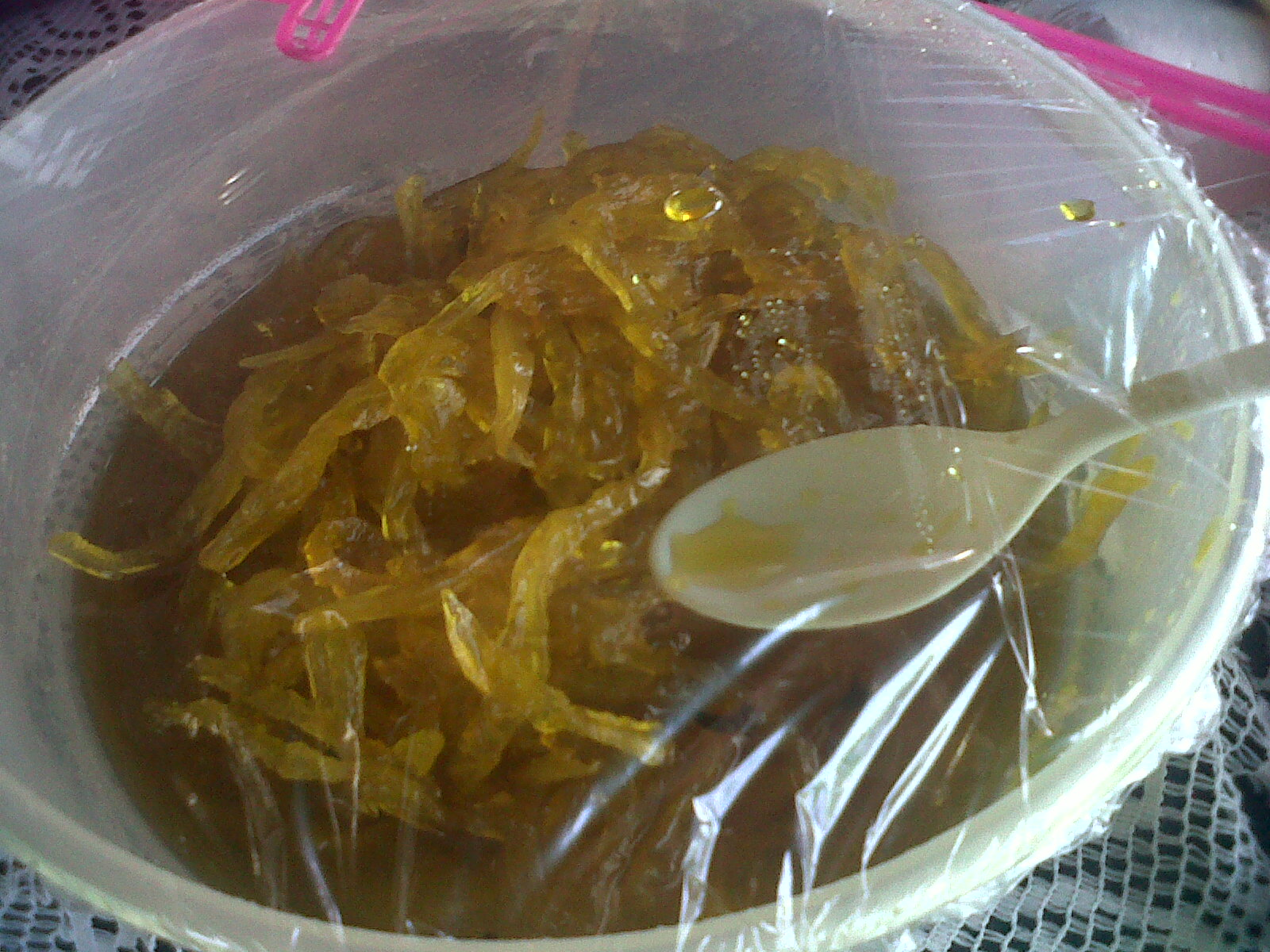
Cabellito de ángel, um doce de mamão tipico da Colômbia

Doce de mamão é um doce típico da culinária brasileira, preparado a base de mamão verde (ralado ou em cubos), açúcar e cravo. Eventualmente também pode ser adicionado de canela, gengibre, coco,  bicarbonato de sódio e leite. Além da versão em calda, também pode ser apresentado na forma de doce cristalizado.
O ponto de maturação das frutas é de grande importância; a variação nesse parãmetro faz com que ocorram variações no sabor, coloração e textura. Existem variantes na qual é usado o caule da planta ou da casca do fruto ao invés da polpa no preparo do doce.